# Landtagswahl in der Steiermark 1945
- KPÖ: 2
- SPÖ: 20
- ÖVP: 26

Am 25. November 1945 fanden die ersten Landtagswahlen in der Steiermark in der Nachkriegszeit statt.
Die ÖVP erreichte eine absolute Mehrheit mit 53,0 % (26 Mandate), gefolgt von der SPÖ mit 41,6 % (20 Mandate) und der KPÖ mit 5,4 % (2 Mandate).
Der steirische Landtag wählte folglich am 28. Dezember Anton Pirchegger (ÖVP) zum ersten demokratisch gewählten steirischen Landeshauptmann in der Nachkriegszeit. Er trat die Nachfolge von Reinhard Machold an, der im Mai 1945 von den Besatzungsmächten eingesetzt worden war.

## Wahlergebnis
| Gesamtergebnis                    | Ergebnisse 1945 | Ergebnisse 1945 | Ergebnisse 1945 |
| --------------------------------- | --------------- | --------------- | --------------- |
|                                   | Stimmen         | %               | Mand.           |
| Gesamt                            | 498.441         | 93,82 %         | 48              |
| Ungültig                          | 6.060           | 1,22 %          |                 |
| Gültig                            | 492.381         | 98,78 %         |                 |
| Partei                            |                 |                 |                 |
| Österreichische Volkspartei       | 261.065         | 53,02 %         | 26              |
| Sozialistische Partei Österreichs | 204.774         | 41,59 %         | 20              |
| Kommunistische Partei Österreichs | 26.542          | 5,39 %          | 2               |

## Weblink
- Land Steiermark Wahlergebnis 1945